# У цьому південному місті
«У цьому південному місті» (азерб. «Bir cənub şəhərində») — радянський художній фільм-драма 1969 року, знятий на кіностудії «Азербайджанфільм».

## Сюжет
Фільм жанру лірико-психологічної драми. У фільмі розповідається про життя одного з найпівденніших міст. Присутні також залишки минулого, які вкорінюються в свідомість людей і моральні проблеми виходять на перший план. Новизна і відсталість в центрі боротьби людини, являє собою процес, мета якого позбавлення від ярма застарілих традицій.

## У ролях
- Гасан Мамедов — Мурад (дублював Олексій Сафонов)
- Ельденіз Зейналов — Тофік (дублював Володимир Ферапонтов)
- Гаджимурад Єгізаров — Джахангір (дублював Владислав Ковальков)
- Мухтар Дадашев — Гасан (дублював Михайло Глузський)
- Нателла Адигьозалова — Рана (дублювала Вікторія Радунська)
- Садих Гусейнов — Бабаш (дублював Ігор Ясулович)
- Сусан Меджидова — Мянсура (дублювала Ольга Маркіна)
- Тетяна Харитонова — Марина (дублювала Ніна Головіна)
- Асад Мамедов — Сабір
- Юсіф Велієв — Сафарали (дублював Андрій Тарасов)
- Садих Гасанзаде — Мустафа (дублював Вадим Захарченко
- Багадур Алієв — колега Мурада

## Знімальна група
- Оригінальний текст: Рустам Ібрагімбеков
- Режисер-постановник: Ельдар Кулієв
- Оператор-постановник: Расім Оджагов
- Художник-постановник: Каміль Наджафзаде
- Композитор: Фарадж Караєв